# Callie Thorne
Callie Thorne, all'anagrafe Calliope Thorne (Boston, 20 novembre 1969), è un'attrice statunitense.

## Biografia
Callie Thorne nasce a Boston, nel Massachusetts, il 20 novembre del 1969 in una famiglia di origini inglesi ed armene. Ha studiato teatro e letteratura drammatica al Wheaton College di Norton (nel Massachusetts) ed al Lee Strasberg Theatre and Film Institute di New York.

## Carriera
Esordisce con una piccola parte nel film Ed's Next Move del 1996. L'anno successivo entra a far parte del cast principale della serie televisiva Homicide, nel ruolo della Detective Laura Ballard. Interpreterà questo ruolo fino alla fine della serie, avvenuta nel 1999 e lo riprenderà anche nell'omonimo film per la televisione del 2000. Dopo alcuni ruoli minori in diversi film e serie televisive, nel 2002 entra a far parte del cast di The Wire, nel ruolo ricorrente di Elena McNulty, che interpreterà in 12 episodi tra il 2002 e il 2008.
Nel 2004 ottiene il ruolo per cui è maggiormente conosciuta: quello di Sheila Keefe nella serie televisiva Rescue Me, la vedova italo-americana di Jimmy Keefe, cugino del protagonista Tommy Gavin, interpretato da Denis Leary. L'attrice ha partecipato anche alla settima e ultima stagione, andata in onda negli Stati Uniti nel 2011. Tra il 2006 e il 2008 ha partecipato ad otto episodi della serie televisiva Prison Break, nel ruolo di Pamela "Pam" Mahone, la moglie di Alexander Mahone.
Durante la sua carriera Callie ha inoltre preso parte come guest star a varie serie televisive tra cui vale la pena di ricordare Law & Order - Unità vittime speciali, Law & Order: Criminal Intent, E.R. - Medici in prima linea, Royal Pains e Burn Notice - Duro a morire. Oltre alla carriera televisiva ha anche diverse esperienze recitative in ambito teatrale. Nel 1999 ha recitato a New York nell'opera off-Broadway The Country Club con Cynthia Nixon, mentre nel 2005 ha recitato con Eric Bogosian e Sam Rockwell in The Last Days of Judas Iscariot, diretta da Philip Seymour Hoffman.

## Filmografia

### Attrice

#### Cinema
- Ed's Next Move, regia di John Walsh (1996)
- The Language of Love, regia di Matt Ross – cortometraggio (1997)
- Turbulence - La paura è nell'aria (Turbulence), regia di Robert Butler (1997)
- Prossima fermata Wonderland (Next Stop Wonderland), regia di Brad Anderson (1998)
- Chocolate for Breakfast, regia di Emily Baer (1998)
- Giving It Up, regia di Christopher Kublan (1999)
- Wirey Spindell, regia di Eric Schaeffer (1999)
- Double Parked, regia di Stephen Kinsella (2000)
- Whipped - Ragazzi al guinzaglio (Whipped), regia di Peter M. Cohen (2000)
- I marciapiedi di New York (Sidewalks of New York), regia di Edward Burns (2001)
- Revolution #9, regia di Tim McCann (2001)
- Washington Heights, regia di Alfredo De Villa (2002)
- Un boss sotto stress (Analyze That), regia di Harold Ramis (2002)
- Stella Shorts 1998-2002, regia di Michael Ian Black, Michael Showalter e David Wain (2002)
- This Is Not a Film, regia di Michael A. Nickles (2003)
- Strangers with Candy, regia di Paul Dinello (2005)
- The F Word, regia di Jed Weintrob (2005)
- Robin's Big Date, regia di James Duffy – cortometraggio (2005)
- David & Layla, regia di J. Jonroy Avani (2005)
- Jimmy Blue, regia di Joseph Infantolino – cortometraggio (2006)
- Delirious - Tutto è possibile (Delirious), regia di Tom DiCillo (2006)
- I Love Movies, regia di Paul Soter (2007)
- Around the Block, regia di Valerie Harrington – cortometraggio (2009)
- Welcome to Academia, regia di Kirk Davis (2009)
- Meet My Boyfriend!!!, regia di John Ruocco – cortometraggio (2010)
- Nice Guy Johnny, regia di Edward Burns (2010)
- La ragazza di porcellana (Thinspiration), regia di Tara Miele (2014)
- Be Afraid, regia di Drew Gabreski (2017)
- The Dark of Night, regia di Robin Wright – cortometraggio (2017)
- After Everything, regia di Hannah Marks e Joey Power (2018)

#### Televisione
- Homicide (Homicide: Life on the Street) – serie TV, 42 episodi (1997-1999)
- Homicide: The Movie, regia di Jean de Segonzac – film TV (2000)
- Strangers with Candy – serie TV, episodio 3x09 (2000)
- Ed – serie TV, episodio 1x06 (2000)
- The $treet – serie TV, episodio 1x09 (2001)
- More, Patience, regia di Jon Turteltaub – film TV (2001)
- Squadra emergenza (Third Watch) – serie TV, episodio 3x10 (2002)
- Gli occhi della vita (Hysterical Blindness), regia di Mira Nair – film TV (2002)
- The Wire – serie TV, 12 episodi (2002-2008)
- Titletown, regia di Lee Shallat Chemel – film TV (2003)
- Law & Order - Unità vittime speciali (Law & Order: Special Victims Unit) – serie TV, 8 episodi (2003-2021)
- Law & Order: Criminal Intent – serie TV, episodio 4x08 (2004)
- Rescue Me – serie TV, 90 episodi (2004-2011)
- E.R. - Medici in prima linea (ER) – serie TV, 5 episodi (2005-2006)
- Law & Order - I due volti della giustizia (Law & Order) – serie TV, episodio 17x02 (2006)
- Prison Break – serie TV, 8 episodi (2006-2008)
- Wainy Days – serie TV, episodio 1x04 (2007)
- Royal Pains – serie TV, episodio 1x04 (2009)
- White Collar – serie TV, episodio 1x03 (2009)
- Burn Notice - Duro a morire (Burn Notice) – serie TV, episodi 3x08-4x14 (2009-2010)
- Californication – serie TV, episodio 4x08 (2011)
- Terapia d'urto (Necessary Roughness) – serie TV, 38 episodi (2011-2013)
- Elementary – serie TV, episodio 1x07 (2012)
- Breed, regia di Scott Winant – episodio pilota (2015)
- Un diavolo di angelo (Angel from Hell), episodio 1x05 (2015)
- The Mysteries of Laura – serie TV, 15 episodi (2015-2016)
- The Americans – serie TV, episodi 3x04-3x06-4x01 (2015-2016)
- Sex&Drugs&Rock&Roll – serie TV, episodi 1x06-2x09-2x10 (2015-2016)
- NCIS: New Orleans – serie TV, 9 episodi (2015, 2020-2021)
- At Home with Amy Sedaris – serie TV, episodi 1x03-2x03 (2017, 2019)
- Erase, regia di Michael Offer – film TV (2018)
- Blue Bloods – serie TV, 5 episodi (2019, 2021-2022)
- Bull - serie TV, episodio 5x09 (2021)
- Mayor of Kingstown - serie TV, episodio 2x08 (2023)

### Doppiatrice
- The American Experience – serie documentaristica , 4 episodi (1999-2010)
- The Wrong Coast – serie animata, episodi sconosciuti (2004)

## Doppiatrici italiane
Nelle versioni in italiano delle opere in cui ha recitato, Callie Thorne è stata doppiata da:
- Anna Cesareni in Rescue Me, Law & Order - Unità vittime speciali
- Tiziana Avarista in Homicide
- Paola Majano in The Wire
- Francesca Draghetti in Prison Break
- Stefania Patruno in Delirious - Tutto è possibile
- Marina Thovez in I Love Movies
- Francesca Fiorentini in White Collar
- Roberta Pellini in Terapia d'urto
- Laura Romano in Elementary
- Anna Cugini in NCIS: New Orleans
- Stella Musy in Blue Bloods
- Laura Boccanera in Bull